# Бисерка Вишњић
Бисерка Вишњић (Рожић) (Трогир, 10. октобар 1953) је бивша југословенска рукометашица.
Играла је за РК Трешњевка из Загреба.
Била је вишегодишња репрезентативка Југославије са којом је на олимпијским играма освојила два медаље. Прво је на Летњим олимпијским играма 1980. одржаним у Москви освојила серебрну медаљу. Одиграла је свих пет утакмица и са постигнута 33 гола била најбољи стрелац турнира.
Четири године касније ја на Играма у Лос Анђелесу освојила златну медаљу. Одиграла је четири меча, укључујући и финале и постигла 15 голова.